# Poeciliopsis catemaco
Poeciliopsis catemaco, tên thông thường là catemaco livebearer, là một loài cá nước ngọt thuộc chi Poeciliopsis trong họ Cá khổng tước. Loài này được mô tả lần đầu tiên vào năm 1975.

## Từ nguyên
Loài cá này đã được đặt theo tên của hồ Laguna Catemaco ở bang Veracruz (Mexico), nơi mà P. catemaco được tìm thấy.

## Phân bố và môi trường sống
P. catemaco có phạm vi phân bố ở Trung Mỹ. P. catemaco là loài đặc hữu của Laguna Catemaco, một hồ nước ngọt nằm ở trung tâm ngọn núi lửa Sierra de los Tuxtlas, thuộc phía nam bang Veracruz (Mexico). Chúng cũng thường xuất hiện ở những khu vực cửa sông nối với hồ Laguna Catemaco.
Môi trường sống của P. catemaco liên tục bị suy giảm do nguồn nước bị ô nhiễm bởi phân bón chảy tràn từ các trang trại và vườn ươm xung quanh. Hơn nữa, loài cá này cũng đang bị đánh bắt quá mức, và phải chịu sự cạnh tranh và ăn thịt từ các loài ngoại lai xâm lấn như Micropterus salmoides và Oreochromis aureus, vốn được du nhập từ châu Phi. Do những mối đe dọa trên, P. catemaco được xếp vào Loài nguy cấp.

## Mô tả
Cá cái của loài P. catemaco có chiều dài cơ thể lớn nhất được ghi nhận là 8 cm; ở cá đực, chiều dài cơ thể lớn nhất được ghi nhận là 4 cm. Sau khoảng 28 ngày mang thai, cá mái có thể cho ra đời khoảng từ 20 đến 50 con cá bột.